# Sot
Denna artikel handlar om det sot som bildas vid förbränning. Sot är även en gammaldags benämning på en sjukdom, vilken som helst.

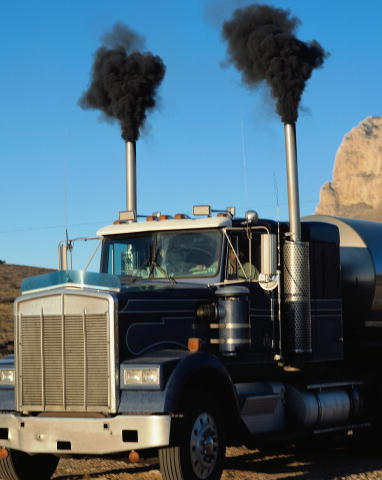
Sotutsläpp från en stor Turbo diesel-lastbil med uppställd dieselpump

Sot är de förbränningsrester som bildas när det finns ett överskott av kol (bränsle) i förhållande till syre. Sot består till 80-90 procent av i huvudsak amorft kol, medan resterande delen utgörs av väte.
Sot orsakar cancer och lungsjukdomar och antas vara mänsklighetens andra största bidrag till den globala uppvärmningen. 

## Bildningsprocess
Sot bildas genom en process i flera steg. Först sker en nedbrytning av bränslet till alkyner. Dessa polymeriseras sedan till polyaromatiska kolväten (PAH). Därefter kondenseras partiklarna och förlorar ytterligare väte, för att slutligen agglomereras till sotpartiklar.

## Blanksot
Blanksot kallas sotbeläggning på insidan av en förbränningskammare (till exempel panna, kamin och ugn) eller skorsten.
Blanksotet består mestadels av tjära från förbränningsämnet som har satt sig på sidorna, och är relativt svårt att få bort för hand. Det bästa sättet att få bort det är att kontrollera förbrännings- och rökgastemperaturen så att den blir så hög att tjäran torkar ut. Med tiden flagnar tjäran och faller ner av sig självt.

## Gränsvärden
Det finns ett antal gränsvärden för den tillåtna mängden sot, både när det gäller avgasutsläpp och koncentration i luften. I luften är gränsvärdet enligt EU-direktiv 50 µg/m3.

## Mätmetoder
Beroende på var och vad man mäter används olika metoder. I motorer används bland annat laser-inducerad inkandescens.

## Användning som pigment
Sot har mycket länge använts som svart pigment. Långt in på 1900-talet var sotpigmentet kimrök det vanligaste svarta pigmentet i svenskt byggnadsmåleri. Andra sotpigment är bister, lampsvart och carbon black.